# Gymnasium Siegburg Alleestraße
Das Gymnasium Siegburg Alleestraße (GSA) ist ein neusprachliches Gymnasium in Siegburg. Das Gymnasium Alleestraße wurde mehrfach ausgezeichnet als „Schule der Zukunft“ und Schule ohne Rassismus – Schule mit Courage. Seit 2022 trägt das Gymnasium Siegburg Alleestraße den Titel „Europaschule“.

## Geschichte

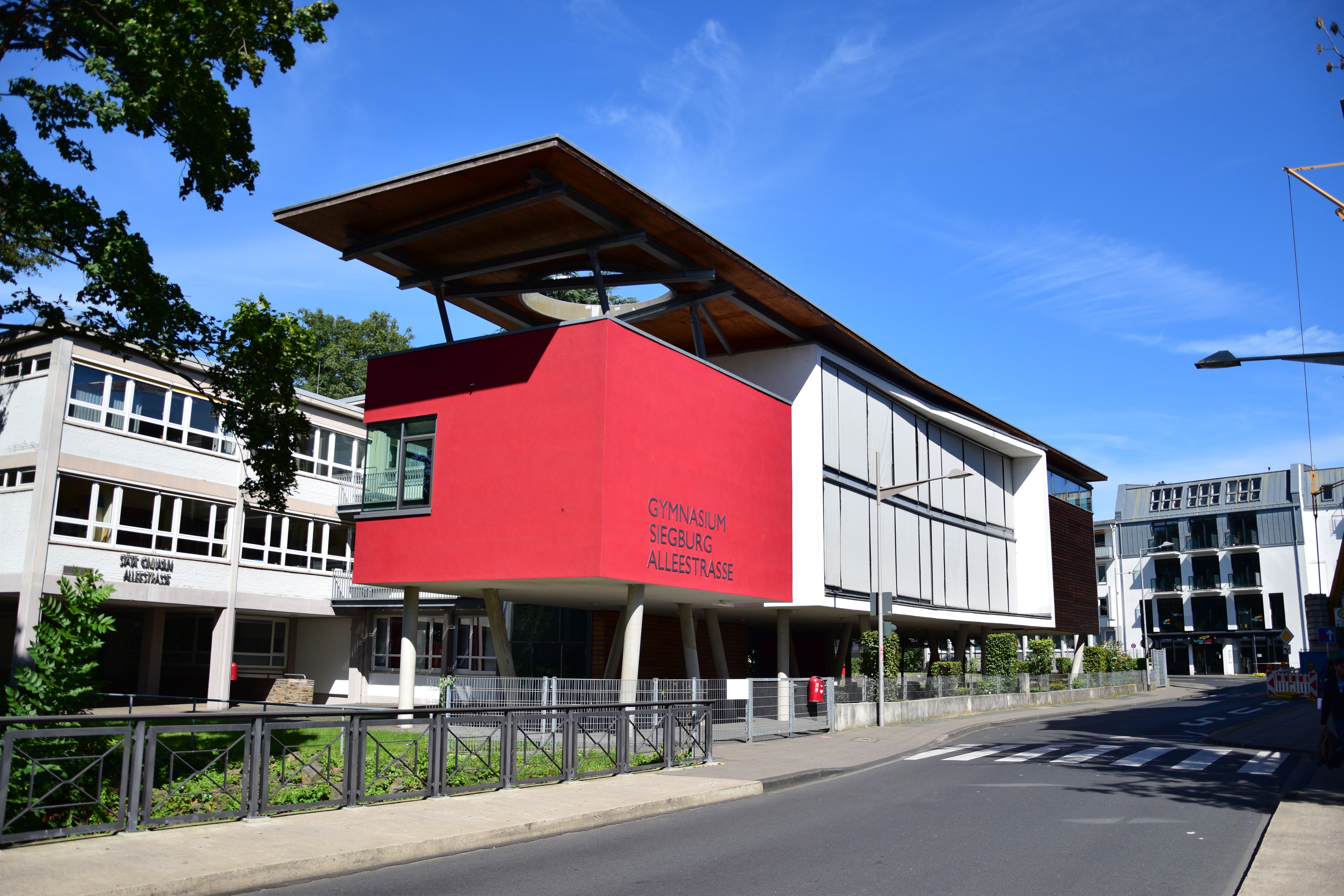
Gymnasium Siegburg Alleestraße (August 2016)

Die Schule wurde 1861 von Bürgern der Stadt Siegburg mit staatlicher Genehmigung als erste Höhere Töchterschule gegründet. Ein Kuratorium aus vermögenden Bürgern verwaltete die Schule. Da sich die Kuratoriumsmitglieder nicht über die Finanzierung einigen konnten, wurde der Plan für den Bau eines eigenen Schulhauses verworfen und die Schule in einem Privathaus der Familie Rolffs untergebracht. Dort blieb die Schule, bis das Gebäude 1945 durch Bombenangriffe im Zweiten Weltkrieg stark zerstört wurde. 1872 ging die bisher private höhere Töchterschule in die Trägerschaft der Stadt Siegburg über, bis sie durch die Neuordnung des Höheren Mädchenschulwesens im Jahr 1914 zum Lyzeum wurde. Im Jahre 1940 wurde dies anschließend zum Gymnasium ausgebaut. Zwei Jahre später fand dort die erste Abiturprüfung statt. 
Aufgrund der Kriegsfolgen wurde die Schule in den Gebäuden des städtischen Gymnasiums (heute: Anno-Gymnasium) untergebracht und nahm dort 1946 den Unterricht im wöchentlichen Wechsel erneut auf. Um den provisorischen Schichtunterricht zu beenden, entschloss sich die Stadt 1950 zu einem Schulneubau und schrieb dafür einen Wettbewerb aus. Zwei Architekten aus Marienheide begannen im Frühjahr 1952 mit den Bauarbeiten. Das neue 15,75 Meter hohe Schulgebäude wurde in vier Bauabschnitte unterteilt und nach zwölf Jahren fertiggestellt. Lichtdurchflutete, runde Pavillonklassen als architektonische Umsetzung moderner pädagogischer Vorstellungen, abgeleitet aus den demokratischen Grundsätzen der jungen Bundesrepublik, waren entstanden. Die Verwendung von viel Glas als Zeichen der Transparenz, runden, gegenüberliegenden Klassenräumen als Symbol für die Gleichheit, Toleranz und des Miteinanders zwischen Lehrern und Schülern, sollten die Modernität des Gebäudes unterstreichen. Zehn Jahre später, zum 900-jährigen Stadtjubiläum, wurde die Aula, welche auch gleichzeitig als Stadthalle gedacht war, eingeweiht. Wegen des außen an den Neubau angefügten Schauraumes, der mit Aquarien gefüllt ist, wurde die Bezeichnung „Backfischaquarium“ für die Baukonstruktion der Mädchenschule populär. Dieses steht seit 1989 unter Denkmalschutz. 
Im Jahr 1973 wurden Jungen und Mädchen erstmals zusammen unterrichtet. 20 Jahre nach Einführung der Koedukation, erhielt die Schule drei zusätzliche Erweiterungsbauten und 1996 wurde der französisch-deutsche, bilinguale Zweig des Gymnasiums eingeführt. Im Jahr 2011 erhielt das Gymnasium einen Erweiterungsbau mit einer Mensa und weiteren Klassen- und Fachräumen. 

## Schulprofil
Das Gymnasium ist eine neusprachlich orientierte Schule. Für das Schuljahr 2023/2024 war die Schule als Bündelungsgymnasium ausgewiesen.
Schwerpunkte sind:
- Sprachen: Englisch wird als erste Fremdsprache in Klasse 5 fortgeführt. Außerdem besteht die Möglichkeit Französisch bilingual hinzuzuwählen oder sich für den bilingualen deutsch-französischen Zweig zu entscheiden. Ab Klasse 7 haben die Schüler eine Wahl zwischen Französisch, Spanisch und Latein. In Jahrgangsstufe 9 steht Französisch zur Auswahl. Spanisch kann auch als neu einsetzende Fremdsprache in der Einführungsphase (EF), also Klasse 10, belegt werden. Neben dem Angebot, das Cambridge Proficiency-Zertifikat (CAE), einem international anerkannten englischen Sprachzeugnis, das in der Sekundarstufe II erworben werden kann und/oder dem DELF, einem international anerkannten französischen Sprachzeugnis, bietet das GSA auch die CertiLingua-Qualifikation an. Das Exzellenzlabel CertiLingua wird Schülern verliehen, die neben einer hohen Fremdsprachenkompetenz auch bilinguale Sachfachkompetenz und internationale Handlungsfähigkeit nachgewiesen haben.
- Bilingualer deutsch-französischer Zweig: In dieser 1996 eingeführten Profilklasse lernen die Schüler in mindestens fünf Wochenstunden intensiv die Konversation im Französischen. Von Klasse 7 bis 9 kommen nacheinander die Fächer Erdkunde, Geschichte und Politik in französischer Sprache dazu. Außerdem bietet das GSA als eine von 13 AbiBac-Schulen in Nordrhein-Westfalen ihren Schülern die Möglichkeit, neben dem deutschen Abitur, auch das französische Baccalauréat zu erwerben. Ergänzt wird der Französischunterricht durch ein Austauschprogramm mit der Partnerschule des GSA, dem Collège Albert Camus in Moulins-lès-Metz. Neben dem Austauschprogramm für Frankreich, bietet das GSA auch ein Austauschprogramm nach Polen an. Zudem besteht noch eine Schulpartnerschaft nach Abarakan in Afrika.[5]
- Musikalisches Profil: Kernaspekt des mit dem Schuljahr 2011/12 eingeführten Musikprofils ist die Musikklasse des GSA. Diese haben durchgehend mehrere Stunden Musikunterricht in der Woche. Dabei erlernen sie ein neues Instrument oder führen ein bereits gewähltes fort. Den Instrumentalunterricht erhalten die Schüler an der Engelbert-Humperdinck-Musikschule, dem Kooperationspartner des GSA. Alle Schüler der Musikklasse wirken bei Konzerten mit. Sie spielen in verschiedenen Ensembles, darunter vier Orchester, drei Chöre und zwei Bands. Teilnehmer der Musikklasse haben in der Sekundarstufe II die Möglichkeit, Musik als Leistungskurs zu wählen oder einen vokal- bzw. instrumentalpraktischen Grundkurs zu belegen. Zu den alljährlichen Konzerten gehören ein Advents- und ein Sommerkonzert, in dem alle Ensembles der Schule auftreten, das Alleefestival und die regelmäßigen Konzerte des OLEE-Chors.[6]
- MINT-Schwerpunkt: Um die Förderung im mathematisch-naturwissenschaftlichen Bereich zu stärken, werden Schüler bereits in der Erprobungsstufe mit dem Computer vertraut gemacht. Das Unterrichtsfach ITG legt dabei die technischen Grundlagen. Diese können dann im Fach Informatik ab Klasse 8 oder in der Oberstufe im Wahlpflichtbereich als Grund- oder Leistungskurs vertieft werden. Außerdem sind alle MINT-Fächer als Leistungskurse wählbar. Auch Ernährungslehre kann am GSA als Wahl- oder Abiturfach belegt werden. Eine Besonderheit ist eine große, mit mehreren Kochstellen ausgestattete schuleigene Lehrküche, die bei Schulveranstaltungen ein hauseigenes Catering ermöglicht. Seit dem Schuljahr 2016/17 ist im Differenzierungsbereich der Mittelstufe ein neues Fach „Geographie-Physik“ etabliert. Es beschäftigt sich mit der Auswertung von Satellitendaten im Hinblick auf geographische Fragestellungen vom Wetter bis zur Naturkatastrophe. In Zusammenarbeit mit der Arbeitsgruppe Fernerkundung des Geographischen Instituts der Universität Bonn werden dabei neue Lernmodule und Online-Tools erprobt. Der naturwissenschaftliche Unterricht wird durch die regelmäßige Teilnahme an Wettbewerben, wie der Chemie- und Biologieolympiade, dem Informatik-Biber, der Mathematikolympiade und dem Känguruwettbewerb ergänzt. Naturwissenschaftliche Exkursionen u. a. ans Heilige Meer bei Ibbenbüren und Kooperationen mit außerschulischen Institutionen wie der Universität Bonn oder den Schülerlaboren der Firma Bayer vervollständigen die Unterrichtseinheiten.[7]

## Arbeitsgemeinschaften (AGs)
Arbeitsgemeinschaften existieren für Musik, Sport, Kunst, Handwerk, Naturwissenschaften sowie Kultur und Soziales.
Dazu gehören:
- Technik-AG
- Tischtennis-AG
- Gitarren-AG
- Band-AG
- Chor
- Schulorchester
- Volleyball-AG
- Theater-AG
- Töpfer-AG
- Strick-AG
- Kunst-AG
- Film & Foto-AG
- Biologie-AG
- Koch-AG
- Catering-AG
- Chemie-AG
- Streitschlichter
- Afrika-AG
- Türkei-AG
- Schulsanitäter
- Schach-AG
- Rechtskunde-AG
- Schulbuch-AG
- Mountain-Bike-AG
- Ruder-AG

Aufgrund der Kooperationen des GSA mit verschiedenen lokalen Vereinen, beispielsweise aus dem Bereich Sport und Musik, können außerschulische Aktivitäten als AG angerechnet werden, um so für die zeitliche Entlastung der Schüler zu sorgen. Um für eine bessere Vereinbarkeit von Familie und Beruf zu sorgen, besteht zusätzlich das Angebot der Übermittagsbetreuung bis 15.50 Uhr. Diese tägliche Betreuung wird durch den Deutschen Kinderschutzbund ermöglicht.

## Besonderheiten

### Chor
Im Literatur- und Musikbereich ist das GSA durch seinen 1985 gegründeten OLEE-Chor, bestehend aus Schülern der Oberstufe, Lehrern sowie Ehemaligen aktiv. So brachten sie seit 1990 neben kleineren Aufführungen jährlich jeweils ein großes Theater- bzw. Musikprojekt hervor. Inzwischen steht das ursprüngliche Gebäude unter Denkmalschutz.

### Talente gegen Krebs
In den Jahren 2018 und 2019 hat die Schülervertretung des Gymnasiums die Benefizveranstaltung „Talente gegen Krebs“ initiiert und vor Ort realisiert. Mit der Veranstaltung im Format einer Talentshow, an der Schülerinnen und Schüler aus Siegburg teilnehmen, konnten bereits 4.500 € aufgebracht und an die Stiftung Deutsche KinderKrebshilfe gespendet werden. Die ehemaligen Schülerinnen und Schüler und Initiatoren gründeten im Februar 2022 einen Verein, um die Veranstaltung nach der durch coronabedingten Unterbrechung fortführen zu können. Die Veranstaltung wurde zuletzt im Mai 2022 erfolgreich durchgeführt. Der Erlös konnte dem Förderkreis für krebskranke Kinder in Bonn e.V. übergeben werden. Ab 2025 wird die Veranstaltung jährlich und im Rahmen einer Kooperation mit dem Verein Zukunftswünsche der Kinder und Jugend e.V. ausgerichtet. Die Schule stellt dabei ihre Aula zur Verfügung und unterstützt die Initiative aktiv. 

### Flüchtlingsklasse
Ab dem 1. März 2016 wurden am GSA Flüchtlingskinder in einer speziellen Vorbereitungsklasse (VK) unterrichtet, um die Flüchtlinge insbesondere beim Deutschlernen zu unterstützen und sie auf den Unterricht in regulären Klassen vorzubereiten. Die Vorbereitungsklasse ist mittlerweile aufgelöst und die Schüler werden in den herkömmlichen Klassen unterrichtet.
Nachh Beginn des Angriffskriegs Russlands auf die Ukraine im Jahr 2022 war zeitweise eine sogenannte Willkommensklasse eingerichtet, in der insbesondere Deutsch gelernt werden sollte. 

### Deutsch-türkischer Lesewettbewerb
Am jährlichen zweisprachigen deutsch-türkischen Lesewettbewerb des Rhein-Sieg-Kreises nehmen Schüler der Jahrgangsstufen fünf bis acht teil, die beide Sprachen, d. h. sowohl Deutsch als auch Türkisch in Wort und Schrift beherrschenteil.

## Belege
1. ↑  Information auf der Seite Schule Suchen des Schulministeriums Nordrhein-Westfalen. Zuletzt abgerufen am 10. März 2023.
2. ↑  Gymnasium Siegburg Alleestraße. In: www.schule-ohne-rassismus.org. Abgerufen am 2. Juli 2021.
3. ↑  GSA goes Europe! In: GYMNASIUM SIEGBURG ALLEESTRASSE. 10. November 2022, abgerufen am 2. April 2023 (deutsch).
4. ↑  Übersichtsliste Bündelungsgymnasien. (PDF) Ministerium für Schule und Bildung des Landes Nordrhein-Westfalen, 1. August 2022, abgerufen am 4. September 2022.
5. ↑  Neues aus der Schule 06/2011. S. 8, abgerufen am 10. August 2016.
6. 1 2  Wo die Beine wippten. Archiviert vom Original (nicht mehr online verfügbar) am 21. August 2016; abgerufen am 10. August 2016.  Info: Der Archivlink wurde automatisch eingesetzt und noch nicht geprüft. Bitte prüfe Original- und Archivlink gemäß Anleitung und entferne dann diesen Hinweis.
7. ↑  Infoflyer des GSA „Gemeinsam auf den Weg machen“ (Ausgabe: November 2015) sowie Infomaterial der Informationsveranstaltung des GSA 2015. [Abruf: 10. August 2016]
8. ↑  AG-Angebot im Schuljahr 2016/17. Archiviert vom Original (nicht mehr online verfügbar) am 20. August 2016; abgerufen am 10. August 2016.
9. ↑  AGs. In: www.gymnasium-alleestrasse.de. Archiviert vom Original (nicht mehr online verfügbar) am 27. November 2016; abgerufen am 27. November 2016.  Info: Der Archivlink wurde automatisch eingesetzt und noch nicht geprüft. Bitte prüfe Original- und Archivlink gemäß Anleitung und entferne dann diesen Hinweis.
10. ↑  Betreuung in Schulen. Archiviert vom Original (nicht mehr online verfügbar) am 19. April 2017; abgerufen am 19. April 2017.  Info: Der Archivlink wurde automatisch eingesetzt und noch nicht geprüft. Bitte prüfe Original- und Archivlink gemäß Anleitung und entferne dann diesen Hinweis.
11. ↑  Siegburger Blätter Nr. 31 (Ausgabe: Juli 2011)
12. ↑  Denkmalliste der Stadt Siegburg. Abgerufen am 19. April 2017.
13. ↑  Hans Klein: Talente gegen Krebs. In: Gymnasium Siegburg Alleestrasse. 17. Juni 2019, abgerufen am 21. Februar 2022 (deutsch).
14. ↑  Hoffnung verschenken: Scheck von „Talente gegen Krebs 2022“ - Siegburg. 7. Juni 2022, abgerufen am 8. März 2025.
15. ↑  „Die Motivation der Kinder ist sehr hoch“. Archiviert vom Original (nicht mehr online verfügbar) am 21. August 2016; abgerufen am 10. August 2016.  Info: Der Archivlink wurde automatisch eingesetzt und noch nicht geprüft. Bitte prüfe Original- und Archivlink gemäß Anleitung und entferne dann diesen Hinweis.
16. ↑  Zweisprachiges As. Archiviert vom Original (nicht mehr online verfügbar) am 20. August 2016; abgerufen am 10. August 2016.  Info: Der Archivlink wurde automatisch eingesetzt und noch nicht geprüft. Bitte prüfe Original- und Archivlink gemäß Anleitung und entferne dann diesen Hinweis.